# Luján (partido)
Luján est un partido de la province de Buenos Aires fondée en 1731 dont la capitale est Luján.

## Personnalités liées à la commune
- Jules Steverlynck (né à Courtrai, en Belgique, le 4 octobre 1895 - décédé à Villa Flandria, Luján, le 28 novembre 1975), aussi connu sous le nom Julio Steverlynck, un entrepreneur argentin d'origine belge qui fonda en 1926 l'entreprise textile Algodonera Flandria à Luján

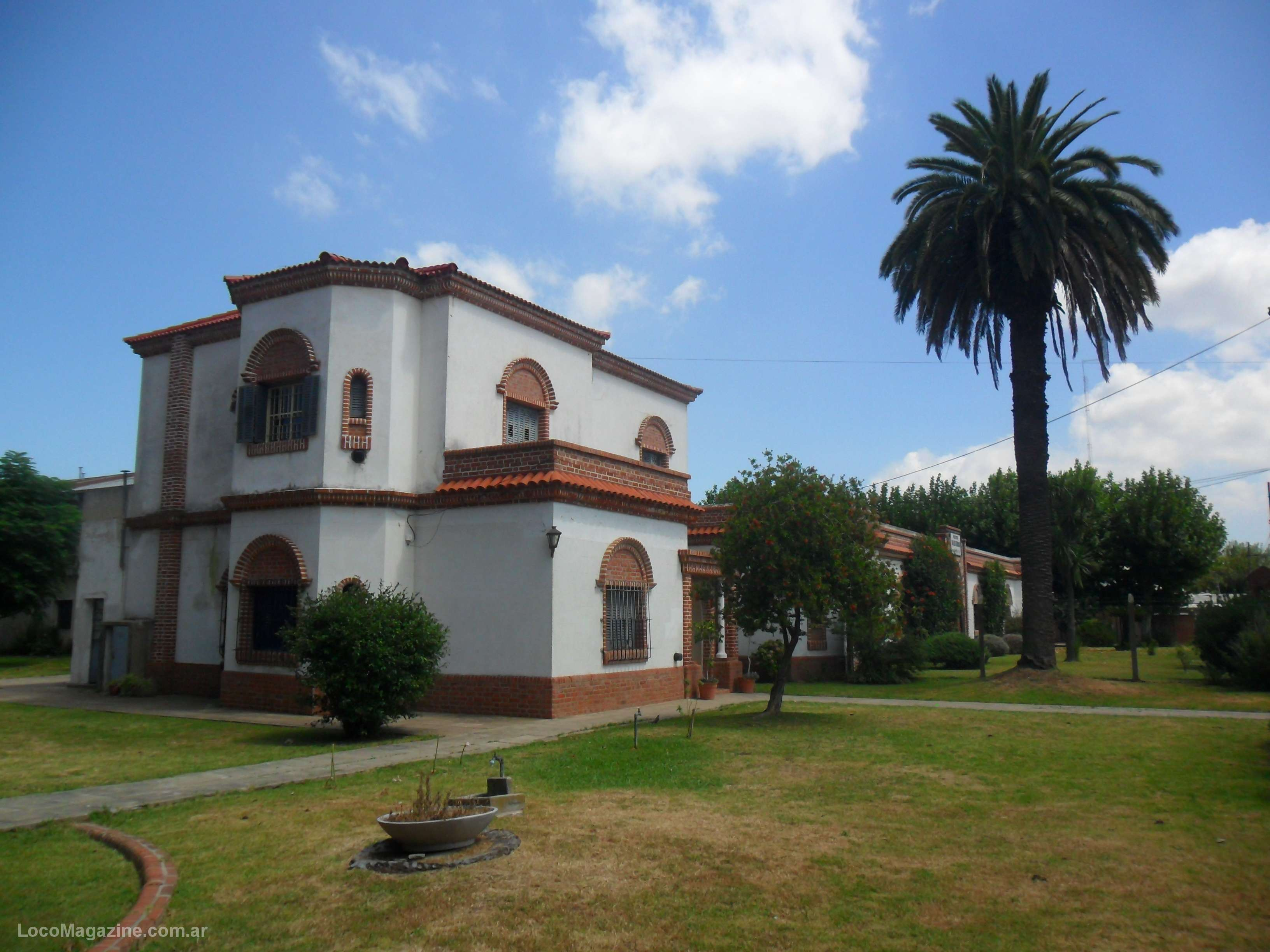
Jáuregui
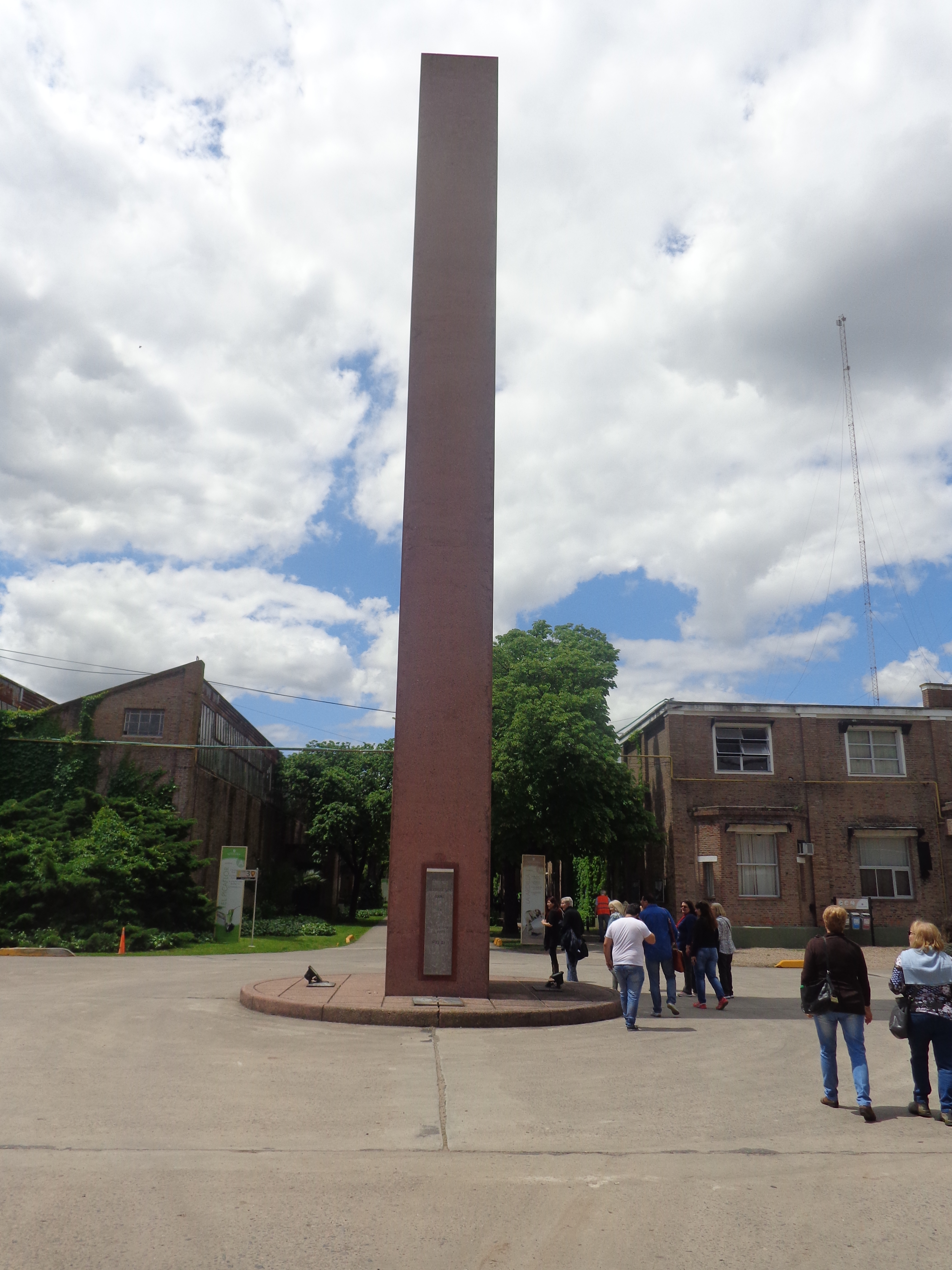
Monument à la mémoire de Julio Steverlynck dans le Parque Industrial Villa Flandria